# Северноирски сукоб
Северноирски сукоб или Невоље (енгл. The Troubles, ир. Na Trioblóidí) је био етничко-националистички сукоб у северној Ирској током друге половине 20. века. који је с времена на време захватао и делове Републике Ирске, Енглеске и континенталне Европе. Сукоб, понекад описиван герилским ратом односно сукобом ниског интензитета, започео је касних 1960-их и према мишљењу многих окончан је споразумом из Белфаста (или Споразум на Велики петак, енгл. Good Friday Agreement) 1998. године, иако се спорадично насиље наставило и касније.

## Увод
Ирска је острво које је било под вишевековном енглеском влашћу. Ирци су традиционално били католичке вероисповести док су Енглези протестанти. Хенри VIII је 1542. проглашен за краља Ирске. Енглези су током своје владавине над острвом наметали свој језик, културу, обичаје па и религију али никад нису успели да промене тврдоглави Ирски менталитет. Енглези су од 1690-их почели да спроводе такозвани Протестантски успон (енгл. Protestant Ascendancy) с циљем смањења удела Ирског католичког становништва. У том периоду је почело насељавање енглеских колонизаторских породица на територију Ирске. Ова политика је настављена и у наредним вековима владавине, а Ирци су се осећали дискриминисано јер су досељени Енглези, иако мањина, ипак држали већину земљишта и имовине док су локални католички Ирци углавном били третирани као грађани другог реда. Да би један Ирац напредовао у служби или друштвеном животу, морао је да се одрекне свог идентитета, религије и порекла и то само под условом да се обогати. Током владавине је већина Ираца заборавила свој Ирски језик, тако да данас око 97% Ираца говоре Енглески као матерњи али упркос томе, и даље су били дискриминисани док се у њима одржао менталитет и мржња према Енглезима. Ирска је 1801. званично постала део Уједињеног Краљевства.
Крајем 19. и почетком 20. века почиње национално буђење Ирског народа. Томе су допринели и Ирски исељеници у Америци који су подстицали слободарске тежње у народу и финансијски помагали националисте.
Иако је и раније било побуна, ипак врхунац је 1916. када долази до Ускршњег устанка. Устанак је био угушен али упркос томе, независност Ирске није могла бити спречена. Недуго након завршетка Првог светског, почиње и Ирски рат за независност који је трајао две ипо године и за резултат је имао Англо-ирски споразум и стварање Ирске Слободне Државе чиме је озваничен почетак Ирске независности. У међувремену су британске власти административно поделиле Ирску на северни и јужни део, а потписаним споразумом, северни део је добио право да иступи из састава Ирске Слободне Државе уколико то жели.
Међутим Северна Ирска је већином била насељена протестантима, већину становника тог региона су чинили потомци шкотских и енглеских досељеника и Ирских конвертита, они углавном нису подржавали отцепљење. Парламент севера је 8. децембра изгласао издвајање, те је Северна Ирска остала део Уједињеног Краљевства.